# Джим Демінт
Джеймс «Воррен» «Джим» Демінт (англ. James Warren «Jim» DeMint; нар. 2 вересня 1951, Грінвілл, Південна Кароліна) — американський політик з Республіканської партії. З 4 квітня 2013 він є главою аналітичного центру The Heritage Foundation. Був членом Сенату США від Південної Кароліни з 2005 по 2013, членом Палати представників США з 1999 по 2005.
Демінт навчався у Wade Hampton High School в Грінвіллі. У 1973 році він здобув ступінь бакалавра в Університеті Теннессі, а в 1981 — ступінь магістра ділового адміністрування в Університеті Клемсона. Він був активним бізнесменом у Південній Кароліні.